# Denemarken op het Eurovisiesongfestival 1984
Denemarken werd op het Eurovisiesongfestival 1984 vertegenwoordigd door de groep Hot Eyes, met het lied  Det lige det. Het was de zeventiende deelname van Denemarken aan het songfestival.

## Finale
De Dansk Melodi Grand Prix, gehouden in de DR-televisiestudio's in Kopenhagen, werd gepresenteerd door Jørgen Mylius. Tien artiesten namen deel. De winnaar werd gekozen door 5 regionale jury's.
| Volgorde | Artiest         | Lied                    | Punten | Plaats |
| -------- | --------------- | ----------------------- | ------ | ------ |
| 1        | Trax            | "Vi hører sammen"       | 33     | 6      |
| 2        | Regnar Egekvist | "Holder af de ting"     | 11     | 9      |
| 3        | Snapshot        | "À la carte"            | 41     | 3      |
| 4        | Lecia Jønsson   | "Det er en hemmelighed" | 35     | 5      |
| 5        | Lollipops       | "60'erne"               | 8      | 10     |
| 6        | Sheila          | "Gi' mig tid"           | 46     | 2      |
| 7        | Boulevard       | "Liverpool"             | 17     | 7      |
| 8        | John Hatting    | "Donna, Donna"          | 15     | 8      |
| 9        | Tommy Seebach   | "Pyjamas for to"        | 40     | 4      |
| 10       | Kirsten & Søren | "Det' lige det"         | 47     | 1      |

## In Luxemburg
Denemarken moest tijdens het festival als tiende aantreden, na Ierland en voor Nederland. Aan het einde van de puntentelling bleek dat Hot Eyes op een vierde plaats was geëindigd met 101 punten.
De groep ontving ook twee keer het maximum van 12 punten.
België en Nederland hadden respectievelijk 8 en 3 punten over voor deze inzending.

### Gekregen punten

#### Finale
| 12 punten                                        | 10 punten    | 8 punten                | 7 punten  | 6 punten                 |
| ------------------------------------------------ | ------------ | ----------------------- | --------- | ------------------------ |
| - Noorwegen - Verenigd Koninkrijk                | - Ierland    | - België - Frankrijk    |           | - Joegoslavië - Spanje   |
| 5 punten                                         | 4 punten     | 3 punten                | 2 punten  | 1 punt                   |
| - Cyprus - Duitsland - Finland - Italië - Zweden | - Oostenrijk | - Luxemburg - Nederland | - Turkije | - Portugal - Zwitserland |

### Punten gegeven door Denemarken

#### Finale
Punten gegeven in de finale:
| 12 punten | Zweden              |
| 10 punten | Cyprus              |
| 8 punten  | Zwitserland         |
| 7 punten  | Spanje              |
| 6 punten  | Finland             |
| 5 punten  | Luxemburg           |
| 4 punten  | Oostenrijk          |
| 3 punten  | Ierland             |
| 2 punten  | Duitsland           |
| 1 punt    | Verenigd Koninkrijk |

1957 · 1958 · 1959 · 1960 · 1961 · 1962 · 1963 · 1964 · 1965 · 1966 · 1967-1977 · 1978 · 1979 · 1980 · 1981 · 1982 · 1983 · 1984 · 1985 · 1986 · 1987 · 1988 · 1989 · 1990 · 1991 · 1992 · 1993 · 1994 · 1995 · 1996 · 1997 · 1998 · 1999 · 2000 · 2001 · 2002 · 2003 · 2004 · 2005 · 2006 · 2007 · 2008 · 2009 · 2010 · 2011 · 2012 · 2013 · 2014 · 2015 · 2016 · 2017 · 2018 · 2019 · 2020 · 2021 · 2022 · 2023 · 2024 · 2025